# Gonzalo Galván Castillo
Gonzalo Galván Castillo (León, 19 gennaio 1951 – León, 22 novembre 2020) è stato un vescovo cattolico messicano.

## Biografia
Monsignor Gonzalo Galván Castillo nacque a León il 19 gennaio 1951.

### Formazione e ministero sacerdotale
Compì gli studi di filosofia e teologia nel seminario maggiore di León.
Il 17 luglio 1977 fu ordinato presbitero per la diocesi di León nel tempio espiatorio di León. In seguito fu professore nel seminario diocesano dal 3 settembre 1977 e vice assistente diocesano dei Cursillos de Cristianidad dal 10 aprile 1978. Nel 1980 venne inviato a Roma per studi. Nel 1982 conseguì la licenza in diritto canonico presso la Pontificia Università Gregoriana. Tornato in patria fu professore di diritto canonico nel seminario diocesano, promotore di giustizia, difensore del vincolo e cooperatore nella parrocchia di San Pablo Anda dal 4 settembre 1982, consigliere dei Cursillos de Cristianidad dal 18 ottobre 1982, officiale della curia diocesana dall'8 febbraio 2015, pro-vicario giudiziale dall'8 giugno 1985, delegato per le cause di canonizzazione della diocesi dal 20 febbraio 1987, vicario giudiziale dal 14 luglio 1987, economo ausiliare del seminario diocesano dal 3 settembre 1987, assistente ecclesiastico dell'Azione cattolica dal 2 settembre 1988, cooperatore nella parrocchia del Tabernacolo dal 25 gennaio 1989, cooperatore nella parrocchia di San Domenico dal 6 febbraio 1989, pro-vicario generale dal 25 ottobre 1991, membro del consiglio per gli affari economici dal 5 dicembre 1995, parroco della parrocchia del Divino Redentore a León dal 1996 al 2001, vicario episcopale della zona pastorale cittadina nel 1998 e parroco della parrocchia di San Massimiliano Kolbe e vicario giudiziale dal 2001.

### Ministero episcopale
Il 26 ottobre 2004 papa Giovanni Paolo II lo nominò vescovo di Autlán. Ricevette l'ordinazione episcopale il 14 dicembre successivo nei pressi della cattedrale della Santissima Trinità ad Autlán dal cardinale Juan Sandoval Íñiguez, arcivescovo metropolita di Guadalajara, co-consacranti il vescovo di León José Guadalupe Martín Rábago e quello di Celaya Lázaro Pérez Jiménez. Durante la stessa celebrazione prese possesso della diocesi.
Nel settembre del 2005 e nel maggio del 2014 compì la visita ad limina.
Il 25 giugno 2015 papa Francesco accettò la sua rinuncia al governo pastorale della diocesi. Le sue dimissioni avvennero nel giorno in cui il sacerdote Francisco Javier García Rodriguez fu arrestato con l'accusa di aver stuprato una ragazza di undici anni e palpeggiato altre cinque persone. Monsignor Galván già nel 2013 aveva ricevuto rapporti riguardo a padre García ma non fece nulla per limitare il suo ministero fino al gennaio del 2015. Si dice che monsignor Galván abbia protetto anche un altro dei suoi sacerdoti, il reverendo Horacio López, accusato nel 2009 di aver stuprato un ragazzo undicenne nel 2002. Nel 2010 monsignor Galván trasferì padre López in una parrocchia di Tecolotlán e nel 2013 nell'arcidiocesi di León. Nell'agosto 2015 padre López esercitava ancora un ministero attivo.
Dopo le dimissioni ritornò a León e prestò servizio come collaboratore pastorale nella parrocchia dello Spirito Santo.
Ricoverato per COVID-19, morì a León il 22 novembre 2020 all'età di 69 anni per un infarto polmonare o cardiaco.

## Genealogia episcopale
La genealogia episcopale è:
- Cardinale Scipione Rebiba
- Cardinale Giulio Antonio Santori
- Cardinale Girolamo Bernerio, O.P.
- Arcivescovo Galeazzo Sanvitale
- Cardinale Ludovico Ludovisi
- Cardinale Luigi Caetani
- Cardinale Ulderico Carpegna
- Cardinale Paluzzo Paluzzi Altieri degli Albertoni
- Papa Benedetto XIII
- Papa Benedetto XIV
- Cardinale Enrico Enriquez
- Arcivescovo Manuel Quintano Bonifaz
- Cardinale Buenaventura Córdoba Espinosa de la Cerda
- Cardinale Giuseppe Maria Doria Pamphilj
- Papa Pio VIII
- Papa Pio IX
- Cardinale Alessandro Franchi
- Cardinale Giovanni Simeoni
- Cardinale Antonio Agliardi
- Cardinale Basilio Pompilj
- Cardinale Adeodato Piazza, O.C.D.
- Cardinale Luigi Raimondi
- Vescovo Manuel Talamás Camandari
- Cardinale Juan Sandoval Íñiguez
- Vescovo Gonzalo Galván Castillo